# Linda de Vriesová
Linda de Vriesová (* 4. února 1988 Assen, Drenthe) je nizozemská rychlobruslařka.
V závodech Světového poháru poprvé nastoupila na začátku roku 2011. Tehdy také startovala na Mistrovství světa na jednotlivých tratích, kde se v závodě na 5 km umístila na 11. místě. Na Mistrovství Evropy 2012 byla čtvrtá, stejného umístění dosáhla o měsíc později na světovém šampionátu ve víceboji. Z Mistrovství světa na jednotlivých tratích 2012 si přivezla zlatou medaili ze stíhacího závodu družstev a bronz z individuálního startu na 1500 m; kromě toho byla pátá v závodě na 3 km. Na evropském šampionátu 2013 získala stříbro, o dva roky později bronz.